# Nombre d'Atwood
Pour les articles homonymes, voir Atwood.
 (octobre 2023).
Si vous disposez d'ouvrages ou d'articles de référence ou si vous connaissez des sites web de qualité traitant du thème abordé ici, merci de compléter l'article en donnant les références utiles à sa vérifiabilité et en les liant à la section « Notes et références ».
Le nombre d'Atwood {\displaystyle (A)} est un nombre sans dimension utilisé en mécanique des fluides pour caractériser l’instabilité de Rayleigh–Taylor (instabilité hydrodynamique de fluides avec une stratification de densité). C'est un rapport de densité.
On le définit de la manière suivante :
{\displaystyle A={\frac {\rho _{1}-\rho _{2}}{\rho _{1}+\rho _{2}}}}
avec :
- ρ1 - Masse volumique du fluide « lourd »
- ρ2 - Masse volumique du fluide « léger »